# Gmina Oru
Gmina Oru (est. Oru vald) – gmina wiejska w Estonii, w prowincji Lääne.
W skład gminy wchodzi:
- 15 wsi: Auaste, Ingküla, Jalukse, Keedika, Kärbla, Linnamäe, Niibi, Oru, Mõisaküla, Salajõe, Saunja, Seljaküla, Soolu, Uugla, Vedra.